# Nati nel 1883

## Gennaio(115)
- 1º gennaio - Angelo Barabino, pittore italiano († 1950)
- 1º gennaio - William Joseph Donovan, generale e agente segreto statunitense († 1959)
- 1º gennaio - Ichirō Hatoyama, politico giapponese († 1959)
- 1º gennaio - Jules Lecomte, calciatore belga († 1933)
- 1º gennaio - Federigo Tozzi, scrittore, poeta e drammaturgo italiano († 1920)
- 1º gennaio - Giuseppe Vielmi, calciatore italiano († 1968)
- 2 gennaio - Wilhelm Heidkamp, militare tedesco († 1931)
- 3 gennaio - Clement Attlee, politico e militare britannico († 1967)
- 3 gennaio - Duncan Gillis, martellista, discobolo e lottatore canadese († 1963)
- 3 gennaio - Fortunato Messa, politico e avvocato italiano († 1963)
- 3 gennaio - Austin Roberts, zoologo sudafricano († 1948)
- 3 gennaio - Sylvie, attrice francese († 1970)
- 4 gennaio - Max Eastman, scrittore e critico letterario statunitense († 1969)
- 4 gennaio - Li Osborne, fotografa e scultrice tedesca († 1968)
- 5 gennaio - Bert Drury, ginnasta britannico († 1936)
- 5 gennaio - Giuseppe Frola, storico e giurista italiano († 1917)
- 5 gennaio - Karl Mayr, militare tedesco († 1945)
- 5 gennaio - Döme Sztójay, generale, diplomatico e politico ungherese († 1946)
- 6 gennaio - Khalil Gibran, poeta, pittore e aforista libanese († 1931)
- 6 gennaio - Frank Haller, pugile statunitense († 1939)
- 6 gennaio - Léon Monnier, altista francese († 1969)
- 6 gennaio - Friedrich Pfister, filologo e archeologo tedesco († 1967)
- 7 gennaio - Andrew Cunningham, ammiraglio britannico († 1963)
- 8 gennaio - Pavel Filonov, pittore e poeta russo († 1941)
- 8 gennaio - Plinio Fraccaro, storico italiano († 1959)
- 8 gennaio - Carl Frølich-Hanssen, dirigente sportivo e calciatore norvegese († 1960)
- 8 gennaio - Patrick Jay Hurley, politico statunitense († 1963)
- 8 gennaio - Joseph Peroteaux, schermidore francese († 1967)
- 8 gennaio - Emilia Zampetti Nava, pittrice italiana († 1970)
- 9 gennaio - William Garbutt, calciatore e allenatore di calcio inglese († 1964)
- 9 gennaio - Vladimir Aleksandrovič Kislicyn, militare russo († 1944)
- 9 gennaio - Kalle Mikkolainen, ginnasta finlandese († 1928)
- 10 gennaio - Frederick Barrett, marittimo britannico († 1931)
- 10 gennaio - Angelo Braga, medico italiano († 1958)
- 10 gennaio - Francis X. Bushman, attore, regista e sceneggiatore statunitense († 1966)
- 10 gennaio - Oscar Goerke, pistard statunitense († 1934)
- 10 gennaio - Maria Enrichetta d'Asburgo-Teschen, principessa austriaca († 1956)
- 10 gennaio - Florence Reed, attrice statunitense († 1967)
- 10 gennaio - Alfred Saalwächter, ammiraglio tedesco († 1945)
- 10 gennaio - Giulio Tagliavini, ciclista su strada e pistard italiano († 1952)
- 10 gennaio - Aleksej Nikolaevič Tolstoj, scrittore e politico russo († 1945)
- 11 gennaio - Nello Beccari, biologo italiano († 1957)
- 11 gennaio - Ortensia De Meo, attivista italiana († 1955)
- 11 gennaio - Guglielmo Lazzarini, italiano († 1960)
- 12 gennaio - Carlo Bazzi, militare italiano († 1916)
- 12 gennaio - Gustav Otto, imprenditore, ingegnere e aviatore tedesco († 1926)
- 13 gennaio - Rudolf Allers, psichiatra austriaco († 1963)
- 13 gennaio - Nate Cartmell, velocista, cestista e allenatore di pallacanestro statunitense († 1967)
- 13 gennaio - Arturo di Connaught, principe inglese († 1938)
- 13 gennaio - Armand Dufaux, imprenditore e aviatore svizzero († 1941)
- 13 gennaio - Adrian Johnson, sceneggiatore statunitense († 1964)
- 13 gennaio - Franz Xaver Seppelt, presbitero tedesco († 1956)
- 14 gennaio - Bulmer Hobson, rivoluzionario irlandese († 1969)
- 14 gennaio - Nina Ricci, stilista italiana († 1970)
- 15 gennaio - Kathleen Innes, pacifista inglese († 1967)
- 15 gennaio - Ward McLanahan, astista e ostacolista statunitense († 1974)
- 15 gennaio - James Mercer, matematico britannico († 1932)
- 15 gennaio - Lucien Pothier, ciclista su strada francese († 1957)
- 15 gennaio - Vladimir Michajlovič Zagorskij, rivoluzionario e politico russo († 1919)
- 16 gennaio - Jack Allan, calciatore inglese
- 16 gennaio - Michele Gortani, geologo, paleontologo e politico italiano († 1966)
- 16 gennaio - Otto Knerr, ginnasta e multiplista statunitense († 1960)
- 16 gennaio - Rudolf Négely, pittore ungherese († 1941)
- 17 gennaio - Angelo Abisso, avvocato, magistrato e politico italiano († 1950)
- 17 gennaio - Armando Bachi, generale italiano († 1944)
- 17 gennaio - Compton Mackenzie, scrittore scozzese († 1972)
- 18 gennaio - Antonio Azara, magistrato e politico italiano († 1967)
- 18 gennaio - George Oliver, golfista statunitense († 1965)
- 18 gennaio - Edward Peil, attore statunitense († 1958)
- 18 gennaio - Gilberto Porro Lambertenghi, marchese, arbitro di calcio e dirigente sportivo italiano († 1917)
- 19 gennaio - Hermann Abendroth, direttore d'orchestra tedesco († 1956)
- 19 gennaio - Francesco Bonfiglio, neurologo e psichiatra italiano († 1966)
- 20 gennaio - Fillide Giorgi Levasti, pittrice italiana († 1966)
- 20 gennaio - Enoch L. Johnson, politico e criminale statunitense († 1968)
- 20 gennaio - Bertram Ramsay, ammiraglio britannico († 1945)
- 21 gennaio - Olav Aukrust, poeta norvegese († 1929)
- 21 gennaio - Francis Hackett, scrittore e storico irlandese († 1962)
- 21 gennaio - Mathias Hynes, tiratore di fune britannico († 1926)
- 22 gennaio - Antonio Hercolani Fava Simonetti, cavaliere italiano († 1962)
- 23 gennaio - Lorenzo La Via di Sant'Agrippina, politico italiano († 1951)
- 23 gennaio - Carlo Rizzarda, artista italiano († 1931)
- 24 gennaio - Oscar Frey, calciatore svizzero († 1951)
- 24 gennaio - Pietro Mastino, politico italiano († 1969)
- 24 gennaio - Carlo Petra di Caccuri, generale italiano († 1967)
- 24 gennaio - Philip Schuster, ginnasta e multiplista statunitense († 1926)
- 24 gennaio - Estelle Winwood, attrice britannica († 1984)
- 25 gennaio - Anacleto Bendazzi, presbitero e enigmista italiano († 1982)
- 25 gennaio - Harry Prinzler, ginnasta e multiplista statunitense († 1952)
- 26 gennaio - Kees Bekker, calciatore olandese († 1964)
- 26 gennaio - Hans Georg von Mackensen, politico, ambasciatore e generale tedesco († 1947)
- 26 gennaio - Bindo Maserati, ingegnere e imprenditore italiano († 1980)
- 27 gennaio - Enrico Altavilla, giurista italiano († 1968)
- 27 gennaio - Bernhard Aschner, medico austriaco († 1960)
- 27 gennaio - Frederick Beck, lottatore britannico († 1972)
- 27 gennaio - Gottfried Feder, economista e politico tedesco († 1941)
- 27 gennaio - Bok de Korver, calciatore olandese († 1957)
- 27 gennaio - James Lithgow, imprenditore scozzese († 1952)
- 27 gennaio - Seán Mac Diarmada, rivoluzionario irlandese († 1916)
- 27 gennaio - Arthur Nordenswan, tiratore a segno e militare svedese († 1970)
- 27 gennaio - John Francis Toye, musicologo inglese († 1964)
- 28 gennaio - Paolina Giorgi, cantante, attrice e imprenditrice italiana († 1911)
- 29 gennaio - Cecil Browning, tennista britannico († 1953)
- 29 gennaio - Alessandro Dudan, politico, storico dell'arte e nobile italiano († 1957)
- 29 gennaio - Billy McCracken, allenatore di calcio e calciatore nordirlandese († 1979)
- 29 gennaio - Charles Méré, drammaturgo, sceneggiatore e regista francese († 1970)
- 30 gennaio - Latino Barilli, pittore italiano († 1961)
- 30 gennaio - Hildegard Burjan, politica austriaca († 1933)
- 30 gennaio - Bartolomeo Cattaneo, aviatore italiano († 1949)
- 30 gennaio - Eddie Collins, attore statunitense († 1940)
- 30 gennaio - Alfhild Stormoen, attrice norvegese († 1974)
- 31 gennaio - Torkild Garp, ginnasta danese († 1976)
- 31 gennaio - Arthur Newton, maratoneta, mezzofondista e siepista statunitense († 1950)
- 31 gennaio - Edmund Pueschel, ginnasta e multiplista statunitense († 1959)
- 31 gennaio - Emil Voigt, mezzofondista britannico († 1973)
- 31 gennaio - Valentin Zietara, grafico, illustratore e pittore tedesco († 1935)

## Febbraio(97)
- 1º febbraio - Roberto Papini, storico dell'arte e storico dell'architettura italiano († 1957)
- 1º febbraio - Fausto Torrefranca, musicologo italiano († 1955)
- 1º febbraio - Tito Zaniboni, politico italiano († 1960)
- 2 febbraio - Michail Fabianovič Gnesin, compositore russo († 1957)
- 2 febbraio - Johnston McCulley, scrittore e sceneggiatore statunitense († 1958)
- 2 febbraio - Arthur Nordlie, politico, arbitro di calcio e dirigente sportivo norvegese († 1965)
- 2 febbraio - Pericle Pagliani, maratoneta italiano († 1932)
- 2 febbraio - S.Z. Sakall, attore ungherese († 1955)
- 3 febbraio - Camille Bombois, pittore francese († 1970)
- 3 febbraio - Aldo Francesco Massera, filologo, critico letterario e storico della letteratura italiano († 1928)
- 3 febbraio - Clarence E. Mulford, scrittore statunitense († 1956)
- 3 febbraio - Raffaele Pettazzoni, storico delle religioni italiano († 1959)
- 4 febbraio - George Bell, vescovo anglicano britannico († 1958)
- 4 febbraio - Viktor Emil von Gebsattel, psichiatra, umanista e psicoterapeuta tedesco († 1976)
- 4 febbraio - Adrien-Joseph Larribeau, vescovo cattolico e missionario francese († 1974)
- 4 febbraio - Guido Solitro, funzionario e storico italiano († 1944)
- 5 febbraio - Livio Agostini, farmacista e politico italiano
- 5 febbraio - Vittorio Umberto Fantucci, ingegnere e politico italiano († 1957)
- 6 febbraio - Eugenio Cibelli, tenore italiano († 1961)
- 6 febbraio - Luigi Gibezzi, ingegnere, dirigente sportivo e calciatore italiano († 1956)
- 6 febbraio - Dmitrij Pavlovič Grigorovič, ingegnere aeronautico sovietico († 1938)
- 7 febbraio - Eubie Blake, pianista e compositore statunitense († 1983)
- 7 febbraio - Maria Benedicta Föhrenbach, religiosa tedesca († 1961)
- 7 febbraio - Eric Temple Bell, matematico e scrittore scozzese († 1960)
- 8 febbraio - Benvenuto Donati, filosofo italiano († 1950)
- 8 febbraio - Giuseppe Magliano, politico e avvocato italiano († 1971)
- 8 febbraio - Joseph Schumpeter, economista austriaco († 1950)
- 9 febbraio - Bob Benson, calciatore inglese († 1916)
- 9 febbraio - Jules Berry, attore francese († 1951)
- 9 febbraio - Fritz August Breuhaus, architetto e stilista tedesco († 1960)
- 9 febbraio - Luigi Teresio Cavallo, politico italiano († 1957)
- 9 febbraio - Frederick Holman, nuotatore britannico († 1913)
- 9 febbraio - Joe King, attore statunitense († 1951)
- 10 febbraio - Charles-Albert Cingria, scrittore svizzero († 1954)
- 10 febbraio - Edith Clarke, ingegnera e docente statunitense († 1959)
- 10 febbraio - Giuseppe Cremascoli, generale italiano († 1941)
- 10 febbraio - Ugo Micheli, pugile italiano
- 10 febbraio - John Miesel, ginnasta e multiplista statunitense († 1948)
- 10 febbraio - Tomaso Monicelli, giornalista, drammaturgo e critico teatrale italiano († 1946)
- 11 febbraio - Grete Berger, attrice tedesca († 1944)
- 11 febbraio - Alberto Crivelli, calciatore, allenatore di calcio e arbitro di calcio italiano († 1961)
- 11 febbraio - Paul August von Klenau, compositore e direttore d'orchestra danese († 1946)
- 11 febbraio - Kokei Kobayashi, pittore giapponese († 1957)
- 11 febbraio - Umberto Mondino, generale italiano († 1964)
- 12 febbraio - Licinio Refice, compositore italiano († 1954)
- 12 febbraio - Steingrímur Steinþórsson, politico islandese († 1966)
- 12 febbraio - Ludwig Stössel, attore austriaco († 1973)
- 13 febbraio - Milziade Magnini, chirurgo e politico italiano († 1951)
- 13 febbraio - Evgenij Bagrationovič Vachtangov, regista e attore teatrale russo († 1922)
- 14 febbraio - Tāj-al-Salṭana, principessa e scrittrice persiana († 1936)
- 15 febbraio - Fritz Michael Gerlich, giornalista tedesco († 1934)
- 15 febbraio - Sax Rohmer, scrittore britannico († 1959)
- 16 febbraio - Angiolo Gambaro, pedagogo, storico e presbitero italiano († 1967)
- 16 febbraio - Conrad Hommel, pittore tedesco († 1971)
- 16 febbraio - William LeBaron, produttore cinematografico statunitense († 1958)
- 16 febbraio - Marie Noël, poetessa francese († 1967)
- 16 febbraio - Maria Troncatti, religiosa italiana († 1969)
- 17 febbraio - George Edwin Cooke, calciatore statunitense († 1969)
- 18 febbraio - Nikos Kazantzakis, scrittore, poeta e saggista greco († 1957)
- 18 febbraio - Jacques Ochs, schermidore belga († 1971)
- 18 febbraio - Ignazio Pisciotta, generale e scultore italiano († 1977)
- 19 febbraio - Hugo Atzwanger, artista austriaco († 1960)
- 19 febbraio - William Hunter, velocista statunitense († 1966)
- 19 febbraio - Johannes Hendrik Olav Smit, vescovo cattolico olandese († 1972)
- 20 febbraio - Lucie Höflich, attrice e insegnante tedesca († 1956)
- 20 febbraio - Frédéric Lazard, scacchista e compositore di scacchi francese († 1948)
- 20 febbraio - Naoya Shiga, scrittore giapponese († 1971)
- 21 febbraio - Alberto Caroncini, giornalista e economista italiano († 1915)
- 22 febbraio - Alice Middleton Boring, biologa e zoologa statunitense († 1955)
- 22 febbraio - Siegmund Breitbart, circense polacco († 1925)
- 22 febbraio - Marguerite Clark, attrice statunitense († 1940)
- 22 febbraio - Jaroslav Kocian, violinista, compositore e insegnante cecoslovacco († 1950)
- 22 febbraio - Jay O'Brien, bobbista statunitense († 1940)
- 22 febbraio - Karl Willy Wagner, ingegnere tedesco († 1953)
- 22 febbraio - Alfred Wikenhauser, teologo tedesco († 1960)
- 23 febbraio - Adolfo II di Schaumburg-Lippe, sovrano tedesco († 1936)
- 23 febbraio - Louis Chatelain, storico, archeologo e docente francese († 1950)
- 23 febbraio - Arthur Downes, velista britannico († 1956)
- 23 febbraio - Karl Jaspers, filosofo e psichiatra tedesco († 1969)
- 23 febbraio - Walter Kuntze, generale tedesco († 1960)
- 23 febbraio - Policarpo Scarabello, politico italiano († 1920)
- 23 febbraio - Aldo Sorani, saggista, giornalista e traduttore italiano († 1945)
- 24 febbraio - Amleto Giovanni Cicognani, cardinale italiano († 1973)
- 25 febbraio - Alice di Albany, principessa britannica († 1981)
- 25 febbraio - Herbert Burgess, calciatore e allenatore di calcio inglese († 1954)
- 25 febbraio - Eugenio Giovannetti, giornalista, scrittore e traduttore italiano († 1951)
- 25 febbraio - J. Edward Hungerford, sceneggiatore statunitense († 1964)
- 25 febbraio - Mariano Cordovani, religioso, teologo e docente italiano († 1950)
- 26 febbraio - Nigel Barker, velocista australiano († 1948)
- 26 febbraio - Maria Raffaela Coppola, religiosa italiana († 1922)
- 26 febbraio - Johann Eibel, sollevatore austriaco († 1966)
- 26 febbraio - John Johansen, velocista e giavellottista norvegese († 1947)
- 27 febbraio - Renato Coturri, generale italiano († 1951)
- 27 febbraio - James Aloysius Griffin, vescovo cattolico statunitense († 1948)
- 27 febbraio - Sebastiano Visconti Prasca, generale italiano († 1961)
- 28 febbraio - Gheorghe Argeșanu, politico e generale rumeno († 1940)
- 28 febbraio - Guido Maria Mazzocco, vescovo cattolico italiano († 1968)

## Marzo(83)
- 1º marzo - Arthur Pasquier, ciclista su strada francese († 1963)
- 2 marzo - Manuel Gamio, antropologo, archeologo e sociologo messicano († 1960)
- 2 marzo - Alpinolo Natucci, matematico italiano († 1975)
- 3 marzo - Gyula Csortos, attore ungherese († 1945)
- 3 marzo - František Drtikol, fotografo ceco († 1961)
- 3 marzo - Myrtle Stedman, attrice e cantante statunitense († 1938)
- 3 marzo - Sanzō Wada, costumista e pittore giapponese († 1967)
- 4 marzo - Maude Fealy, attrice statunitense († 1971)
- 4 marzo - Sam Langford, pugile canadese († 1956)
- 5 marzo - Hans Adam, militare tedesco († 1948)
- 5 marzo - Marius Barbeau, antropologo e etnologo canadese († 1969)
- 5 marzo - Edwin Carewe, regista, attore e produttore cinematografico statunitense († 1940)
- 6 marzo - Bachisio Raimondo Motzo, storico italiano († 1970)
- 6 marzo - Edwin Schulz, calciatore austriaco († 1958)
- 7 marzo - Attilio Momigliano, critico letterario italiano († 1952)
- 8 marzo - Luigi Guida, compositore, pianista e organista italiano († 1951)
- 8 marzo - Ferruccio Teglio, antifascista italiano († 1956)
- 9 marzo - Ferdinando Chiapirone, calciatore italiano († 1936)
- 9 marzo - Nicola Ciletti, pittore italiano († 1967)
- 9 marzo - Walter Forstmann, militare tedesco († 1973)
- 9 marzo - Umberto Saba, poeta e scrittore italiano († 1957)
- 9 marzo - Ubaldo Scanagatta, generale italiano († 1940)
- 10 marzo - George Rennie, giocatore di lacrosse canadese († 1966)
- 11 marzo - Charles Bilot, calciatore francese († 1912)
- 11 marzo - Paul Levi, politico tedesco († 1930)
- 12 marzo - Max Braun, tiratore di fune statunitense († 1967)
- 12 marzo - Ester Mazzoleni, soprano italiano († 1982)
- 13 marzo - Emilio Arlotti, politico italiano († 1943)
- 13 marzo - Clifford Milburn Holland, ingegnere statunitense († 1924)
- 13 marzo - Eugen von Schobert, generale tedesco († 1941)
- 13 marzo - Kōtarō Takamura, scultore e poeta giapponese († 1956)
- 13 marzo - Enrico Toselli, compositore italiano († 1926)
- 13 marzo - Gian Orlando Vassallo, attore, regista e sceneggiatore italiano († 1960)
- 13 marzo - Louis de Gonzague-Frick, poeta e critico letterario francese († 1958)
- 14 marzo - Joseph Vuillemin, militare francese († 1963)
- 15 marzo - Lucian Bernhard, pubblicitario tedesco († 1972)
- 16 marzo - Ersilio Ambrogi, politico italiano († 1964)
- 16 marzo - Carol Ardeleanu, scrittore rumeno († 1949)
- 16 marzo - Rudolf John Gorsleben, giornalista e drammaturgo tedesco († 1930)
- 16 marzo - Sonia Greene, scrittrice e editrice statunitense († 1972)
- 16 marzo - Ignatij Julianovič Kračkovskij, orientalista e geografo russo († 1951)
- 17 marzo - George Reiffenstein, canottiere canadese († 1932)
- 17 marzo - Arnold Spencer-Smith, presbitero, esploratore e fotografo britannico († 1916)
- 18 marzo - John Brandt, golfista statunitense († 1950)
- 18 marzo - Ada Dondini, attrice italiana († 1958)
- 18 marzo - Elvira Donnarumma, cantante italiana († 1933)
- 18 marzo - Luigi Fausti, presbitero, storico e storico dell'arte italiano († 1943)
- 18 marzo - Vincenzo Florio jr, imprenditore italiano († 1959)
- 18 marzo - Josephine Verstille Nivison, pittrice statunitense († 1968)
- 19 marzo - Enrico Cardile, scrittore, poeta e giornalista italiano († 1951)
- 19 marzo - Josef Matthias Hauer, compositore e musicologo austriaco († 1959)
- 19 marzo - Walter Norman Haworth, chimico britannico († 1950)
- 19 marzo - Peter Hol, ginnasta norvegese († 1981)
- 19 marzo - Oreste Mazzia, calciatore italiano († 1918)
- 19 marzo - Raffaello Santarelli, storico e poeta italiano († 1939)
- 19 marzo - Joseph Stilwell, generale statunitense († 1946)
- 20 marzo - Fëdor Andreevič Sergeev, rivoluzionario e politico russo († 1921)
- 21 marzo - Vladimir Aleksandrovič Antonov-Ovseenko, rivoluzionario, diplomatico e militare ucraino († 1938)
- 21 marzo - Sam Hardy, attore statunitense († 1935)
- 22 marzo - Dionigi Buzy, presbitero e scrittore francese († 1965)
- 23 marzo - Luigi Capri Cruciani, politico, imprenditore e scrittore italiano († 1944)
- 23 marzo - Oscar Osthoff, sollevatore statunitense († 1950)
- 24 marzo - Enrico Quaresima, linguista italiano († 1969)
- 24 marzo - Quirino Ruggeri, scultore italiano († 1955)
- 25 marzo - Earl C. Slipher, astronomo e politico statunitense († 1964)
- 25 marzo - Umberto Solarino, militare italiano († 1951)
- 26 marzo - Stefano Cotugno, militare italiano († 1908)
- 26 marzo - Cleo Madison, attrice, regista e produttrice cinematografica statunitense († 1964)
- 26 marzo - Arthur Southern, ginnasta britannico († 1940)
- 26 marzo - Michele Terzaghi, politico italiano († 1965)
- 27 marzo - Jan Kunc, compositore, insegnante e scrittore ceco († 1976)
- 27 marzo - Antonio Sala, calciatore italiano
- 27 marzo - Dimitrios Semsis, violinista, cantante e compositore greco († 1950)
- 27 marzo - Adrian Stoop, dirigente sportivo britannico († 1957)
- 27 marzo - Marie Under, poetessa estone († 1980)
- 28 marzo - Gyula Mészáros, etnografo e turcologo ungherese († 1957)
- 29 marzo - Evaristo Boncinelli, scultore italiano († 1946)
- 29 marzo - Raffaele De Caro, avvocato e politico italiano († 1961)
- 29 marzo - Guido Ferrando, anglista, filosofo e teosofo italiano († 1969)
- 30 marzo - Riccardo Balocco, generale italiano († 1964)
- 31 marzo - Gaudenzio Binaschi, vescovo cattolico italiano († 1968)
- 31 marzo - Auguste Grimault, vescovo cattolico e missionario francese († 1980)
- 31 marzo - Mario Reviglione, pittore e incisore italiano († 1965)

## Aprile(79)
- 1º aprile - Lon Chaney, attore, regista e sceneggiatore statunitense († 1930)
- 1º aprile - Malcolm McEachern, cantante australiano († 1945)
- 1º aprile - Giacomo Medici Del Vascello, nobile, politico e ingegnere italiano († 1949)
- 1º aprile - Giovanni Soggiu, missionario italiano († 1930)
- 2 aprile - Umberto Avattaneo, discobolo italiano († 1958)
- 2 aprile - Luigi Centoz, arcivescovo cattolico italiano († 1969)
- 3 aprile - Frits van den Berghe, pittore, disegnatore e incisore belga († 1939)
- 3 aprile - Kita Ikki, filosofo, scrittore e politico giapponese († 1937)
- 4 aprile - Louis Bach, calciatore francese († 1914)
- 4 aprile - Raffaello Brizzi, architetto italiano († 1946)
- 4 aprile - William Cadman, tipografo e missionario britannico († 1948)
- 4 aprile - Gyula Juhász, poeta e giornalista ungherese († 1937)
- 4 aprile - Piero Puricelli, ingegnere e imprenditore italiano († 1951)
- 4 aprile - Władysław Skoczylas, pittore, incisore e scultore polacco († 1934)
- 5 aprile - Andrea Della Corte, musicologo e critico musicale italiano († 1968)
- 6 aprile - Vernon Dalhart, cantautore statunitense († 1948)
- 6 aprile - Charlie Roberts, calciatore inglese († 1939)
- 7 aprile - Louis Leplée, direttore teatrale francese († 1936)
- 7 aprile - Giuseppe Mazzini, imprenditore e politico italiano († 1961)
- 7 aprile - Lorenzo Ruggi, scrittore, saggista e commediografo italiano († 1972)
- 7 aprile - Gino Severini, pittore e critico d'arte italiano († 1966)
- 8 aprile - Gioacchino Pedicini, vescovo cattolico italiano († 1980)
- 8 aprile - Giovanni Scalise, pittore italiano († 1968)
- 8 aprile - Rudolf Singule, militare austro-ungarico († 1945)
- 9 aprile - Renzo Rinaldo Bossi, compositore italiano († 1965)
- 9 aprile - Ivan Aleksandrovič Il'in, filosofo russo († 1954)
- 9 aprile - Giovanni Milani, avvocato e politico italiano († 1961)
- 9 aprile - Mohammed Nadir Shah, sovrano afghano († 1933)
- 10 aprile - Daniel Llorente y Federico, vescovo cattolico spagnolo († 1971)
- 11 aprile - Eugène De Fernex, allenatore di calcio e calciatore italiano († 1927)
- 11 aprile - Leonard Mudie, attore britannico († 1965)
- 12 aprile - Otto Bartning, architetto tedesco († 1959)
- 12 aprile - Francis Cadell, pittore scozzese († 1937)
- 12 aprile - Imogen Cunningham, fotografa statunitense († 1976)
- 12 aprile - Clarence Irving Lewis, filosofo e logico statunitense († 1964)
- 12 aprile - Siro Medici, matematico italiano († 1917)
- 13 aprile - Aleksandr Vasil'evič Aleksandrov, compositore sovietico († 1946)
- 13 aprile - Dem'jan Bednyj, poeta sovietico († 1945)
- 13 aprile - George Buckland, giocatore di lacrosse britannico († 1937)
- 13 aprile - Giuseppe Carosi, pittore e incisore italiano († 1965)
- 13 aprile - Giovanni Battista Crema, pittore italiano († 1964)
- 14 aprile - Sima Pandurović, poeta, critico letterario e drammaturgo serbo († 1960)
- 14 aprile - Mario Zaccone, generale italiano
- 15 aprile - Stanley Bruce, politico australiano († 1967)
- 15 aprile - Cesare Formichi, baritono italiano († 1949)
- 16 aprile - Arnold von Biegeleben, militare tedesco († 1940)
- 16 aprile - Luigi Giannettino, militare italiano († 1917)
- 16 aprile - Vladimir Oskarovič Kappel', generale russo († 1920)
- 16 aprile - Giuseppe Varriale, magistrato e politico italiano († 1966)
- 16 aprile - Augustinas Voldemaras, politico lituano († 1942)
- 16 aprile - Willi Wolff, sceneggiatore, regista e produttore cinematografico tedesco († 1947)
- 16 aprile - Georg de Laval, pentatleta e tiratore a segno svedese († 1970)
- 17 aprile - Gus Dillon, giocatore di lacrosse canadese († 1952)
- 17 aprile - Ernie Hamilton, giocatore di lacrosse canadese († 1964)
- 17 aprile - Jørgen Stubberud, esploratore norvegese († 1980)
- 18 aprile - Carl Petersén, ufficiale svedese († 1963)
- 19 aprile - Lottie Briscoe, attrice e attrice teatrale statunitense († 1950)
- 19 aprile - Henry Jameson, calciatore statunitense († 1938)
- 19 aprile - Richard von Mises, matematico e ingegnere austriaco († 1953)
- 19 aprile - Hjalmar Saxtorph, nuotatore danese († 1942)
- 21 aprile - Kyūzō Mifune, judoka giapponese († 1965)
- 21 aprile - Lewis Rickinson, esploratore, ingegnere e militare britannico († 1945)
- 23 aprile - Alberto Braglia, ginnasta italiano († 1954)
- 23 aprile - Clara Pontoppidan, attrice danese († 1975)
- 23 aprile - Frank Ihrcke, ginnasta e multiplista statunitense († 1946)
- 24 aprile - Stella Adams, attrice statunitense († 1962)
- 24 aprile - Margaret Campbell, attrice statunitense († 1939)
- 25 aprile - Semën Michajlovič Budënnyj, generale e politico sovietico († 1973)
- 25 aprile - Anacleto Milani, presbitero italiano († 1952)
- 26 aprile - Venanzio Gabriotti, antifascista e militare italiano († 1944)
- 27 aprile - Ettore Baldassarre, generale italiano († 1942)
- 27 aprile - Nick Dandolos, giocatore di poker greco († 1966)
- 27 aprile - Ole Lilloe-Olsen, tiratore a segno norvegese († 1940)
- 28 aprile - Gabrielle Ray, attrice, ballerina e cantante britannica († 1973)
- 28 aprile - Prudencio della Croce, presbitero spagnolo († 1936)
- 29 aprile - Knut Dahlander, pittore e incisore svedese († 1933)
- 29 aprile - Harry Stapley, calciatore inglese († 1937)
- 30 aprile - Jaroslav Hašek, scrittore, umorista e giornalista ceco († 1923)
- 30 aprile - Indalecio Prieto, politico spagnolo († 1962)

## Maggio(93)
- 1º maggio - Karel Heijting, calciatore olandese († 1951)
- 1º maggio - Tom Moore, attore e regista irlandese († 1955)
- 1º maggio - Adolf Naef, zoologo e paleontologo svizzero († 1949)
- 2 maggio - Alessandro Cagno, pilota automobilistico e pioniere dell'aviazione italiano († 1971)
- 2 maggio - Luigi Mentasti, generale italiano († 1958)
- 2 maggio - Otto Weidt, imprenditore tedesco († 1947)
- 3 maggio - Vieri Arnaldo Goetzlof, calciatore, allenatore di calcio e arbitro di calcio italiano († 1950)
- 3 maggio - Angelico Prati, glottologo e linguista italiano († 1961)
- 4 maggio - Gayle Dull, mezzofondista e siepista statunitense († 1918)
- 4 maggio - Luigi Emanueli, ingegnere e inventore italiano († 1959)
- 4 maggio - Grimoaldo della Purificazione, religioso italiano († 1902)
- 4 maggio - Nikolaj Mal'ko, musicista e direttore d'orchestra ucraino († 1961)
- 4 maggio - Harold Stevens, conduttore radiofonico e militare britannico († 1961)
- 5 maggio - Ralph Church, politico statunitense († 1950)
- 5 maggio - Eleazar López Contreras, politico e generale venezuelano († 1973)
- 5 maggio - Herbert Jennings Rose, filologo classico e grecista britannico († 1961)
- 5 maggio - Willard Schrader, ginnasta e multiplista statunitense († 1971)
- 5 maggio - Rudolf Spielmann, scacchista austriaco († 1942)
- 5 maggio - Archibald Wavell, I conte Wavell, generale britannico († 1950)
- 5 maggio - Cesare Zocchi Collani, cantante e attore italiano († 1923)
- 6 maggio - Romano Calò, attore e regista radiofonico italiano († 1952)
- 6 maggio - Jens Hundseid, politico norvegese († 1965)
- 7 maggio - Evaristo Carriego, poeta argentino († 1912)
- 7 maggio - Kiyoshi Hasegawa, ammiraglio giapponese († 1970)
- 7 maggio - Gino Roncaglia, musicologo e critico musicale italiano († 1968)
- 7 maggio - Joe Shaw, calciatore e allenatore di calcio inglese († 1963)
- 7 maggio - Giuseppe Tarella, calciatore e velocista italiano († 1968)
- 8 maggio - Giuseppe Grassi, politico, avvocato e saggista italiano († 1950)
- 8 maggio - Alberto Monroy, generale e politico italiano († 1959)
- 8 maggio - Leone Tondelli, presbitero e biblista italiano († 1953)
- 8 maggio - Vittorio Vernè, generale italiano († 1937)
- 9 maggio - Evasio Colli, arcivescovo cattolico italiano († 1971)
- 9 maggio - Gian Felice Gino, aviatore italiano († 1918)
- 9 maggio - José Ortega y Gasset, filosofo e sociologo spagnolo († 1955)
- 10 maggio - Frederick Chapman, calciatore inglese († 1951)
- 10 maggio - Victor Johnson, pistard britannico († 1951)
- 10 maggio - Eugen Levine, politico tedesco († 1919)
- 10 maggio - Renato Natali, pittore italiano († 1979)
- 10 maggio - Gustaf Olson, ginnasta svedese († 1966)
- 10 maggio - José Quirante, calciatore e allenatore di calcio spagnolo († 1964)
- 12 maggio - Fredrik Böök, scrittore svedese († 1961)
- 12 maggio - Auguste Castille, ginnasta francese († 1971)
- 13 maggio - Gustav Huber, calciatore e allenatore di calcio austriaco († 1941)
- 13 maggio - Georgios Papanicolaou, medico greco († 1962)
- 14 maggio - Silvio Barbieri, imprenditore e dirigente sportivo italiano († 1957)
- 14 maggio - Marino Lazzari, letterato italiano († 1975)
- 14 maggio - Juan Manén, violinista e compositore spagnolo († 1971)
- 14 maggio - Jan Olieslagers, militare e aviatore belga († 1942)
- 15 maggio - Antonio Alberti, politico italiano († 1956)
- 15 maggio - Maurice Feltin, cardinale e arcivescovo cattolico francese († 1975)
- 15 maggio - Theodore Wright, militare britannico († 1914)
- 16 maggio - Celâl Bayar, politico turco († 1986)
- 16 maggio - Arthur Findlay, saggista e magistrato britannico († 1964)
- 17 maggio - Mary Davies Wilburn, britannica († 1987)
- 18 maggio - Eurico Gaspar Dutra, generale e politico brasiliano († 1974)
- 18 maggio - Walter Gropius, architetto, designer e urbanista tedesco († 1969)
- 18 maggio - Ernst Jordan, calciatore tedesco († 1948)
- 18 maggio - Hasui Kawase, pittore e disegnatore giapponese († 1957)
- 18 maggio - Theodor Loos, attore tedesco († 1954)
- 18 maggio - Roger Pennès, generale e aviatore francese († 1975)
- 18 maggio - Giovanni Roberti di Castelvero, generale e aviatore italiano († 1958)
- 19 maggio - George Cholmondeley, V marchese di Cholmondeley, nobile inglese († 1968)
- 19 maggio - Walter Henneberger, scacchista svizzero († 1969)
- 20 maggio - Pietro Biffis, medico, militare e politico italiano († 1937)
- 20 maggio - Stanley Fields, attore statunitense († 1941)
- 20 maggio - Otokar Fischer, poeta e critico letterario ceco († 1938)
- 20 maggio - Ruggero Verity, medico e entomologo italiano († 1959)
- 22 maggio - Jane Grey, attrice statunitense († 1944)
- 22 maggio - Otakar Lada, schermidore boemo († 1956)
- 22 maggio - Erwin Nestle, teologo e filologo classico tedesco († 1972)
- 23 maggio - Douglas Fairbanks, attore e produttore cinematografico statunitense († 1939)
- 24 maggio - Elsa Maxwell, giornalista e scrittrice statunitense († 1963)
- 25 maggio - Arthur Catterall, violinista e docente inglese († 1943)
- 25 maggio - Carl Johan Lind, martellista e discobolo svedese († 1965)
- 25 maggio - Lesley James McNair, generale statunitense († 1944)
- 26 maggio - Stanley Cooper, nuotatore britannico († 1917)
- 26 maggio - Francis Honeycutt, schermidore statunitense († 1940)
- 26 maggio - Peter Kürten, serial killer tedesco († 1931)
- 26 maggio - Ram Singh di Dholpur, principe indiano († 1911)
- 27 maggio - Giuseppe Mangiarotti, schermidore italiano († 1970)
- 28 maggio - Arturo Ciacelli, pittore, scenografo e decoratore italiano († 1966)
- 28 maggio - George Dyson, musicista e compositore inglese († 1964)
- 28 maggio - Luigi Perrachio, compositore e pianista italiano († 1966)
- 28 maggio - Vinayak Damodar Savarkar, politico, attivista e scrittore indiano († 1966)
- 28 maggio - Sebastiano Schiavon, sindacalista e politico italiano († 1922)
- 28 maggio - Václav Talich, direttore d'orchestra e violinista ceco († 1961)
- 28 maggio - Riccardo Zandonai, compositore e direttore d'orchestra italiano († 1944)
- 29 maggio - Frank Albert Benford, fisico e ingegnere statunitense († 1948)
- 29 maggio - Tommaso Gagliano, mafioso italiano († 1951)
- 29 maggio - Gaspare Torretta, lunghista e velocista italiano († 1910)
- 31 maggio - Erna Lendvai-Dircksen, fotografa tedesca († 1962)
- 31 maggio - Otto Reislant, calciatore tedesco († 1968)
- 31 maggio - Carlo Spatocco, generale italiano († 1945)

## Giugno(74)
- 2 giugno - Ervin Barker, altista statunitense († 1961)
- 2 giugno - Luigi Casaril, presbitero italiano († 1980)
- 3 giugno - Vittorio Bolaffio, pittore italiano († 1931)
- 3 giugno - Josef Ponten, scrittore tedesco († 1940)
- 4 giugno - Attilio Di Napoli, avvocato e politico italiano († 1953)
- 4 giugno - Joseph Jefferson Farjeon, scrittore britannico († 1955)
- 4 giugno - Aldo Garzanti, imprenditore, editore e filantropo italiano († 1961)
- 4 giugno - Umberto Spigo, militare italiano († 1954)
- 5 giugno - Robert Gufflet, velista francese († 1933)
- 5 giugno - John Maynard Keynes, economista britannico († 1946)
- 5 giugno - Paul Swan, attore, ballerino e pittore statunitense († 1972)
- 6 giugno - Roberto Arcaleni, musicista italiano († 1973)
- 6 giugno - John Robert Roberts, calciatore e allenatore di calcio inglese († 1925)
- 7 giugno - Sylvanus Morley, archeologo statunitense († 1948)
- 7 giugno - Aleksandr Vasil'evič Ševčenko, pittore e filosofo russo († 1948)
- 8 giugno - Libero Bovio, poeta, scrittore e drammaturgo italiano († 1942)
- 8 giugno - Paul Iribe, designer, costumista e scenografo francese († 1935)
- 8 giugno - Antonio Rossaro, giornalista, scrittore e presbitero italiano († 1952)
- 9 giugno - Aldovino Fora, politico italiano († 1971)
- 9 giugno - Philippe Féquant, generale francese († 1938)
- 9 giugno - Fëdor Vasil'evič Gladkov, scrittore sovietico († 1958)
- 11 giugno - Virginia Brissac, attrice statunitense († 1979)
- 12 giugno - Manuel Golmayo de la Torriente, scacchista spagnolo († 1973)
- 12 giugno - Fernand Gonder, astista francese († 1969)
- 12 giugno - Robert Lowie, antropologo statunitense († 1957)
- 13 giugno - Angiolo Alebardi, pittore italiano († 1969)
- 13 giugno - Arthur Guedel, medico statunitense († 1956)
- 13 giugno - Heinrich Leven, missionario e vescovo cattolico tedesco († 1953)
- 14 giugno - Marie-Vincent Bernadot, presbitero, scrittore e traduttore francese († 1941)
- 14 giugno - Armando Casalini, politico italiano († 1924)
- 14 giugno - Manfredi Gravina, militare, diplomatico e pubblicista italiano († 1932)
- 14 giugno - Francisco de Paula Vallet, gesuita spagnolo († 1947)
- 15 giugno - Gino Ciabatti, canottiere italiano († 1944)
- 15 giugno - Henri Delaunay, arbitro di calcio e dirigente sportivo francese († 1955)
- 16 giugno - Paolo Gaifami, medico italiano († 1944)
- 16 giugno - Nicola La Gravinese, medico e politico italiano († 1971)
- 17 giugno - C. Henry Gordon, attore statunitense († 1940)
- 17 giugno - Giustino Renato Orsini, umanista e storico italiano († 1964)
- 18 giugno - Mary Alden, attrice statunitense († 1946)
- 18 giugno - Baltasar Brum, avvocato e politico uruguaiano († 1933)
- 19 giugno - Luigi Vacchini, partigiano italiano († 1944)
- 20 giugno - Leah Baird, attrice e sceneggiatrice statunitense († 1971)
- 20 giugno - Tom London, attore statunitense († 1963)
- 20 giugno - Sláva Vaněk, calciatore boemo († 1960)
- 21 giugno - Henry Lamb, pittore inglese († 1960)
- 21 giugno - Sigismondo Martini, architetto e pittore italiano († 1959)
- 21 giugno - Giuseppe Miraglia, ufficiale, marinaio e aviatore italiano († 1915)
- 21 giugno - Gino Peressutti, architetto italiano († 1940)
- 21 giugno - Emil Preetorius, illustratore e scenografo tedesco († 1973)
- 21 giugno - Richard Remer, marciatore statunitense († 1973)
- 22 giugno - Gustavo Del Vecchio, economista e politico italiano († 1972)
- 23 giugno - Winifred Beamish, tennista britannica († 1972)
- 23 giugno - Ludwig Müller, pastore protestante tedesco († 1945)
- 24 giugno - Giacinto Auriti, diplomatico, ambasciatore e iamatologo italiano († 1969)
- 24 giugno - Victor Franz Hess, fisico austriaco († 1964)
- 24 giugno - Fritz Löhner-Beda, librettista e scrittore austriaco († 1942)
- 24 giugno - Jean Metzinger, pittore, scrittore e poeta francese († 1956)
- 24 giugno - William Verner, mezzofondista e siepista statunitense († 1966)
- 25 giugno - Francesco Cerutti, ciclista su strada italiano
- 25 giugno - Arthur Robison, regista e sceneggiatore tedesco († 1935)
- 25 giugno - Alexander Skutecký, architetto slovacco († 1944)
- 27 giugno - Ubaldo Maria Del Colle, attore, regista e sceneggiatore italiano († 1958)
- 28 giugno - Martin Hinton, zoologo britannico († 1961)
- 28 giugno - Pierre Laval, politico francese († 1945)
- 28 giugno - Maria Giuseppa Liesch, pittrice e illustratrice italiana († 1930)
- 28 giugno - Polly Moran, attrice statunitense († 1952)
- 29 giugno - Fernand Bosmans, schermidore belga († 1960)
- 29 giugno - Ofelia Mazzoni, scrittrice, poetessa e attrice teatrale italiana († 1935)
- 29 giugno - Mario Scotoni, giornalista italiano († 1958)
- 29 giugno - Norman Whitley, giocatore di lacrosse britannico († 1957)
- 30 giugno - Domenico Donna, avvocato e calciatore italiano († 1961)
- 30 giugno - Battiscombe Gunn, egittologo e filologo inglese († 1950)
- 30 giugno - Johan Olin, lottatore finlandese († 1928)
- 30 giugno - Ed Wachter, cestista e allenatore di pallacanestro statunitense († 1966)

## Luglio(96)
- 1º luglio - István Friedrich, imprenditore e politico ungherese († 1951)
- 1º luglio - Giorgio Oprandi, pittore italiano († 1962)
- 1º luglio - Walter Pach, incisore, pittore e critico d'arte statunitense († 1958)
- 1º luglio - Vittorio Podrecca, italiano († 1959)
- 2 luglio - Francesco Ciusa, scultore italiano († 1949)
- 3 luglio - Pierre Charles, presbitero, filosofo e teologo belga († 1954)
- 3 luglio - Émile-Georges Drigny, nuotatore e pallanuotista francese († 1957)
- 3 luglio - Franz Kafka, scrittore austro-ungarico († 1924)
- 4 luglio - Rube Goldberg, fumettista statunitense († 1970)
- 4 luglio - Lucy Diggs Slowe, educatrice, tennista e attivista statunitense († 1937)
- 4 luglio - Maksimilian Štejnberg, compositore lituano († 1946)
- 5 luglio - Dell Henderson, regista, attore e sceneggiatore canadese († 1956)
- 5 luglio - Stanislao Silesu, compositore italiano († 1953)
- 6 luglio - Alberto Collo, attore italiano († 1955)
- 6 luglio - Ralph Morgan, attore statunitense († 1956)
- 6 luglio - Charles Sheeler, pittore e fotografo statunitense († 1965)
- 6 luglio - Şehzade Ahmed Nihad, principe ottomano († 1954)
- 7 luglio - Albert Clément, pilota automobilistico francese († 1907)
- 7 luglio - Giuseppe Mario Gioda, politico, giornalista e pubblicista italiano († 1924)
- 7 luglio - Alessandro Gloria, generale italiano († 1970)
- 7 luglio - Toivo Kuula, compositore e direttore d'orchestra finlandese († 1918)
- 7 luglio - Robert Pow, politico e giocatore di curling canadese († 1958)
- 7 luglio - Eitel Federico di Prussia, nobile tedesco († 1942)
- 8 luglio - Teresina Bontempi, giornalista svizzera († 1968)
- 8 luglio - Oszkár Gerde, schermidore ungherese († 1944)
- 8 luglio - Louis Rathke, ginnasta e multiplista statunitense († 1967)
- 10 luglio - Blandina del Sacro Cuore, religiosa tedesca († 1918)
- 10 luglio - Johannes Blaskowitz, generale tedesco († 1948)
- 10 luglio - Friedrich Flick, imprenditore e criminale di guerra tedesco († 1972)
- 10 luglio - Mario Sobrero, giornalista e scrittore italiano († 1948)
- 10 luglio - Sam Wood, regista statunitense († 1949)
- 11 luglio - Béla Mező, velocista e lunghista ungherese († 1954)
- 11 luglio - Ippolito Radaelli, militare e avvocato italiano († 1964)
- 12 luglio - Fernand Allard l'Olivier, pittore e illustratore belga († 1933)
- 12 luglio - Emanuele Ferraris, politico italiano († 1974)
- 13 luglio - Elsie Baker, attrice statunitense († 1971)
- 13 luglio - Luigi Mazzini, generale italiano († 1967)
- 14 luglio - Pedro Blanco López, compositore, pianista e critico musicale spagnolo († 1919)
- 14 luglio - Alessandro Vaccaneo, generale italiano († 1945)
- 15 luglio - Joseph Crehan, attore statunitense († 1966)
- 15 luglio - Louis Lavelle, filosofo francese († 1951)
- 16 luglio - C. Graham Baker, sceneggiatore e regista statunitense († 1950)
- 17 luglio - James Edward Abbe, fotografo statunitense († 1973)
- 17 luglio - Georges Lorgeou, ciclista su strada francese († 1957)
- 17 luglio - Mauritz Stiller, regista e attore finlandese († 1928)
- 18 luglio - Dorothy Holman, tennista britannica († 1968)
- 18 luglio - Jiang Kanghu, attivista e politico cinese († 1954)
- 18 luglio - Lev Borisovič Kamenev, rivoluzionario e politico russo († 1936)
- 18 luglio - Louis Paulhan, militare e aviatore francese († 1963)
- 18 luglio - Giuseppe Siccardi, scultore italiano († 1956)
- 19 luglio - Lucangelo Bracci Testasecca, antifascista italiano († 1952)
- 19 luglio - Archibald Douglas, nobile, militare e politico svedese († 1960)
- 19 luglio - Max Fleischer, animatore e produttore cinematografico polacco († 1972)
- 19 luglio - Beatrice Mills, nobile statunitense († 1972)
- 20 luglio - Paul Bader, generale tedesco († 1971)
- 20 luglio - Giannotto Bastianelli, musicologo e critico musicale italiano († 1927)
- 20 luglio - Tranquillo Bianco, attore italiano († 1926)
- 20 luglio - Azolino Hazon, generale italiano († 1943)
- 20 luglio - Christian Jensen, filologo classico e papirologo tedesco († 1940)
- 21 luglio - Boris Vladimirovič Davydov, esploratore russo († 1925)
- 21 luglio - Federico De Maria, poeta, giornalista e scrittore italiano († 1954)
- 21 luglio - Carl Engel, compositore statunitense († 1944)
- 21 luglio - Nicola Parravano, chimico italiano († 1938)
- 22 luglio - Michele Bianchi, politico, sindacalista e giornalista italiano († 1930)
- 22 luglio - Rinaldo Pellegrini, medico italiano († 1977)
- 22 luglio - Enrico Tamanini, politico italiano († 1972)
- 23 luglio - Alan Brooke, generale britannico († 1963)
- 23 luglio - Luigi Meta, politico italiano († 1943)
- 23 luglio - Otto Obermeier, pittore e illustratore tedesco († 1958)
- 23 luglio - Stuart Paton, regista, sceneggiatore e attore scozzese († 1944)
- 23 luglio - Ubaldo Soddu, generale italiano († 1949)
- 24 luglio - Clarence Childs, martellista statunitense († 1960)
- 24 luglio - Umberto Farri, politico italiano († 1946)
- 24 luglio - Katia Pringsheim, tedesca († 1980)
- 25 luglio - Alfredo Casella, compositore, pianista e direttore d'orchestra italiano († 1947)
- 25 luglio - Felix De Roy, giornalista e astronomo belga († 1942)
- 25 luglio - Vladimir Pavlovič Kas'janov, regista cinematografico russo († 1960)
- 25 luglio - Louis Massignon, orientalista, teologo e presbitero francese († 1962)
- 25 luglio - Carl Pedersen, ginnasta danese († 1971)
- 26 luglio - Giovanni Pettine, regista e produttore cinematografico italiano († 1973)
- 27 luglio - Alberto Missiroli, medico italiano († 1951)
- 27 luglio - Carlo e Luigi Rigola, scultore italiano († 1949)
- 28 luglio - Giulio Cerpi, fantino italiano († 1952)
- 28 luglio - Emil Hasler, calciatore svizzero († 1932)
- 28 luglio - Angela Hitler, austriaca († 1949)
- 28 luglio - Vittorio Valletta, dirigente d'azienda italiano († 1967)
- 29 luglio - Porfirio Barba-Jacob, poeta e scrittore colombiano († 1942)
- 29 luglio - Henry Robertson Bowers, esploratore e navigatore scozzese († 1912)
- 29 luglio - Manuel Infante, compositore spagnolo († 1958)
- 29 luglio - Benito Mussolini, politico e giornalista italiano († 1945)
- 29 luglio - Frederick Pentland, calciatore e allenatore di calcio inglese († 1962)
- 29 luglio - Armando Spadini, pittore italiano († 1925)
- 30 luglio - Yvonne de Pfeffel, tennista francese († 1958)
- 31 luglio - Charles Gunn, attore statunitense († 1918)
- 31 luglio - Erich Heckel, pittore e incisore tedesco († 1970)
- 31 luglio - Ludwig Hussak, calciatore austriaco († 1965)

## Agosto(82)
- 1º agosto - Luigi Amato, generale italiano († 1964)
- 1º agosto - August Lindgren, tuffatore e calciatore danese († 1946)
- 1º agosto - Luigi Sacco, crittanalista e generale italiano († 1970)
- 2 agosto - Mario Cingolani, politico italiano († 1971)
- 2 agosto - Aurelio Mosquera, politico ecuadoriano († 1939)
- 3 agosto - Carlo Montuori, direttore della fotografia italiano († 1968)
- 4 agosto - Attilio Boldori, politico italiano († 1921)
- 4 agosto - Pierre Chareau, architetto e designer francese († 1950)
- 4 agosto - René Schickele, scrittore tedesco († 1940)
- 5 agosto - Julia Codesido, pittrice e insegnante peruviana († 1979)
- 6 agosto - Margaret Joslin, attrice statunitense († 1956)
- 6 agosto - Auguste Metgé, ebanista e scultore francese († 1970)
- 6 agosto - Francesco Santoliquido, compositore italiano († 1971)
- 6 agosto - Wilhelm Siewert, ciclista su strada e pistard tedesco († 1948)
- 7 agosto - Joachim Ringelnatz, scrittore, cabarettista e pittore tedesco († 1934)
- 8 agosto - Kenji Doihara, generale giapponese († 1948)
- 8 agosto - Vincenzo Lombard, generale e politico italiano († 1968)
- 8 agosto - Olga Resnevič Signorelli, giornalista, biografa e traduttrice russa († 1973)
- 9 agosto - Libero Altomare, poeta italiano († 1966)
- 9 agosto - George Hoyt, arbitro di pallacanestro statunitense († 1962)
- 10 agosto - Fernando Cento, cardinale e arcivescovo cattolico italiano († 1973)
- 10 agosto - Virgilio Lizzi, compositore italiano († 1978)
- 11 agosto - William Hamilton, velocista statunitense († 1955)
- 11 agosto - Ernst Stadler, poeta e critico letterario tedesco († 1914)
- 12 agosto - Arthur Aylesworth, attore statunitense († 1946)
- 12 agosto - Pauline Frederick, attrice statunitense († 1938)
- 12 agosto - Marion Lorne, attrice statunitense († 1968)
- 12 agosto - Ture Wersäll, tiratore di fune svedese († 1965)
- 13 agosto - Paul Hauman, calciatore belga († 1978)
- 13 agosto - Giulio Palma di Cesnola, generale e aviatore italiano († 1975)
- 13 agosto - Edwin Sutherland, criminologo statunitense († 1950)
- 14 agosto - Giuseppe Cappi, politico e giurista italiano († 1963)
- 14 agosto - Gwendoline Eastlake-Smith, tennista britannica († 1941)
- 14 agosto - Ernest Everett Just, biologo statunitense († 1941)
- 15 agosto - Charles Howard-Bury, militare, esploratore e politico britannico († 1963)
- 15 agosto - Ivan Meštrović, scultore croato († 1962)
- 16 agosto - Joseph Verlet, calciatore francese († 1924)
- 17 agosto - Sent M'Ahesa, ballerina, traduttrice e giornalista svedese († 1970)
- 17 agosto - Lidija Ryndina, attrice russa († 1964)
- 17 agosto - Alfred Wäger, generale tedesco († 1956)
- 18 agosto - Mannig Berberian, scrittrice e cantante armena († 1960)
- 18 agosto - Sidney Hatch, maratoneta e mezzofondista statunitense († 1966)
- 18 agosto - Richard Ruoff, generale tedesco († 1967)
- 19 agosto - Georges Artigue, calciatore svizzero († 1961)
- 19 agosto - Coco Chanel, stilista francese († 1971)
- 19 agosto - Elsie Ferguson, attrice statunitense († 1961)
- 19 agosto - José Mendes Cabeçadas, ammiraglio e politico portoghese († 1965)
- 20 agosto - Paolo Ferrario, militare italiano († 1916)
- 20 agosto - Austin Tappan Wright, giurista e scrittore statunitense († 1931)
- 21 agosto - Evangelina Alciati, pittrice italiana († 1959)
- 21 agosto - Guido Pedroni, calciatore italiano († 1964)
- 21 agosto - Giuseppe Savini, violinista italiano († 1950)
- 23 agosto - Ernesto Belloni, imprenditore, chimico e politico italiano († 1938)
- 23 agosto - Luigi Fabris, scultore e ceramista italiano († 1952)
- 23 agosto - Luigi Marzoli, imprenditore italiano († 1965)
- 23 agosto - Jesse Pennington, calciatore inglese († 1970)
- 23 agosto - Jonathan Mayhew Wainwright IV, generale statunitense († 1953)
- 23 agosto - Oliviero Zuccarini, giornalista e politico italiano († 1971)
- 24 agosto - Amedeo Bocchi, pittore e scultore italiano († 1976)
- 24 agosto - Alberto Bonacossa, tennista, pattinatore artistico su ghiaccio e dirigente sportivo italiano († 1953)
- 24 agosto - Achille Grandi, politico e sindacalista italiano († 1946)
- 24 agosto - Giovan Battista Volpini, generale italiano († 1941)
- 25 agosto - Guido Corni, imprenditore italiano († 1946)
- 25 agosto - André Mangeot, violinista, imprenditore e docente francese († 1970)
- 25 agosto - Giacomo Suardo, politico italiano († 1947)
- 25 agosto - Christian Weber, militare tedesco († 1945)
- 26 agosto - Sam Hardy, calciatore inglese († 1966)
- 26 agosto - Bengt Heyman, velista svedese († 1942)
- 26 agosto - Carlo Parisi, magistrato, giurista e poeta italiano († 1931)
- 26 agosto - Kazimierz Pużak, politico polacco († 1950)
- 26 agosto - Lodovico Zanini, scrittore italiano († 1975)
- 28 agosto - Jacob Preus, politico statunitense († 1961)
- 28 agosto - Jan Arnoldus Schouten, matematico olandese († 1971)
- 28 agosto - Nicola Vecchi, sindacalista e pubblicista italiano
- 28 agosto - Aldo di Crollalanza, genealogista e araldista italiano
- 30 agosto - Mary Bowes-Lyon, nobildonna britannica († 1961)
- 30 agosto - Donato Frisia, pittore italiano († 1953)
- 30 agosto - Theo van Doesburg, pittore, architetto e scrittore olandese († 1931)
- 31 agosto - Ramón Fonst, schermidore e dirigente sportivo cubano († 1959)
- 31 agosto - Leonid Alekseevič Kulik, scienziato e mineralogista russo († 1942)
- 31 agosto - Leo O'Connell, calciatore statunitense († 1934)
- 31 agosto - Vittorio Spositi, dirigente sportivo italiano († 1960)

## Settembre(88)
- 1º settembre - Flora Parker DeHaven, attrice statunitense († 1950)
- 1º settembre - Daniel Kelly, lunghista statunitense († 1920)
- 1º settembre - Thomas Loudon, canottiere canadese († 1968)
- 2 settembre - Elisabetta Maria d'Asburgo-Lorena, nobile († 1963)
- 2 settembre - Edmond Crahay, schermidore belga († 1957)
- 2 settembre - Paride Negri, generale italiano († 1954)
- 2 settembre - Rudolf Weigl, biologo polacco († 1957)
- 2 settembre - George Woodger, calciatore inglese († 1961)
- 3 settembre - Giuseppe De Angelis, scultore italiano († 1958)
- 3 settembre - António Sérgio, filosofo e politico portoghese († 1969)
- 5 settembre - Otto Erich Deutsch, musicologo austriaco († 1967)
- 5 settembre - Gladys Hanson, attrice statunitense († 1973)
- 5 settembre - Nicolaas Johannes Krom, archeologo e orientalista olandese († 1945)
- 5 settembre - Lidija Semënovna Potechina, attrice russa († 1934)
- 5 settembre - Mel Sheppard, mezzofondista statunitense († 1942)
- 6 settembre - Pietro Loro Piana, ingegnere e imprenditore italiano († 1941)
- 6 settembre - Sofija Karlovna Buxhowden, nobildonna russa († 1956)
- 8 settembre - Nicola Basile, politico e scrittore italiano († 1979)
- 8 settembre - Théodore Pilette, pilota automobilistico belga († 1921)
- 9 settembre - Omer Beaugendre, ciclista su strada francese († 1954)
- 10 settembre - Richard Tritschler, ginnasta e multiplista statunitense († 1954)
- 10 settembre - Jean-Louis Vaudoyer, storico dell'arte, scrittore e poeta francese († 1963)
- 10 settembre - Alessandro Del Torso, skeletonista e dirigente sportivo italiano († 1967)
- 11 settembre - Luigi Antonini, sindacalista, giornalista e editore italiano († 1968)
- 11 settembre - Edmondo Del Bufalo, ingegnere e politico italiano († 1968)
- 11 settembre - George S. Long, politico statunitense († 1958)
- 11 settembre - Emil Rausch, nuotatore tedesco († 1954)
- 11 settembre - Émile Sartorius, calciatore francese († 1933)
- 11 settembre - Jacinto B. Treviño, generale e politico messicano († 1971)
- 11 settembre - Giuseppe Varetto, dirigente sportivo, arbitro di calcio e calciatore italiano († 1970)
- 12 settembre - Gus Cannon, suonatore di banjo statunitense († 1979)
- 12 settembre - Theodore Christianson, politico statunitense († 1948)
- 12 settembre - Raïssa Oumançoff Maritain, mistica, poetessa e saggista francese († 1960)
- 13 settembre - Sergei Chakhotin, biologo, sociologo e attivista tedesco († 1973)
- 13 settembre - LeRoy Samse, astista statunitense († 1956)
- 13 settembre - August Zaleski, politico e diplomatico polacco († 1972)
- 14 settembre - Martin Dibelius, religioso e insegnante tedesco († 1947)
- 14 settembre - Richard Gerstl, pittore austriaco († 1908)
- 14 settembre - Casimir Reuterskiöld, tiratore a segno svedese († 1953)
- 15 settembre - Giovanni Bucci, scrittore italiano († 1961)
- 15 settembre - Jock Stewart, pistard britannico († 1950)
- 16 settembre - Umberto Cassuto, rabbino, storico e ebraista italiano († 1951)
- 16 settembre - Neely Edwards, attore statunitense († 1965)
- 16 settembre - Thomas Ernest Hulme, poeta inglese († 1917)
- 17 settembre - Gennaro Hayasaka, vescovo cattolico giapponese († 1959)
- 17 settembre - Hans-Erdmann von Lindeiner-Wildau, politico tedesco († 1947)
- 17 settembre - John Lindroth, ginnasta finlandese († 1960)
- 17 settembre - Bertil Tallberg, velista finlandese († 1963)
- 17 settembre - William Carlos Williams, poeta, scrittore e medico statunitense († 1963)
- 18 settembre - Gertrude Barrows Bennett, scrittrice statunitense († 1948)
- 18 settembre - Gerald Berners, compositore, scrittore e pittore britannico († 1950)
- 18 settembre - Madan Lal Dhingra, attivista e rivoluzionario indiano († 1909)
- 18 settembre - Henry Edwards, regista, attore e produttore cinematografico inglese († 1952)
- 18 settembre - Julius Ussy Engelhard, illustratore e pittore tedesco († 1964)
- 18 settembre - Ludomir Różycki, compositore e direttore d'orchestra polacco († 1953)
- 19 settembre - Hjalmar Bergman, scrittore e sceneggiatore svedese († 1931)
- 19 settembre - Glen Cavender, attore statunitense († 1962)
- 19 settembre - Diego Del Bello, avvocato, politico e antifascista italiano († 1948)
- 19 settembre - Henri Richard, attore francese († 1943)
- 19 settembre - Mabel Vernon, pacifista statunitense († 1975)
- 20 settembre - Robert Leavitt, ostacolista statunitense († 1954)
- 20 settembre - Manlio Molfese, militare e aviatore italiano († 1969)
- 21 settembre - Henry Wilson Harris, giornalista britannico († 1955)
- 21 settembre - Jack Parkinson, calciatore inglese († 1942)
- 22 settembre - Erwin Kalser, attore e regista teatrale tedesco († 1958)
- 22 settembre - Louis Perceau, scrittore, bibliografo e poeta francese († 1942)
- 22 settembre - Ole Sørensen, velista norvegese († 1958)
- 23 settembre - Károly Gundel, cuoco, imprenditore e scrittore ungherese († 1956)
- 23 settembre - Tefft Johnson, attore, regista e sceneggiatore statunitense († 1956)
- 23 settembre - Grigorij Evseevič Zinov'ev, rivoluzionario e politico sovietico († 1936)
- 24 settembre - Giuseppe Fuschini, politico italiano († 1949)
- 24 settembre - Lawson Robertson, altista, lunghista e velocista statunitense († 1951)
- 24 settembre - Shigetarō Shimada, ammiraglio giapponese († 1976)
- 25 settembre - Cesare Cervetti, pioniere dell'aviazione italiano († 1948)
- 25 settembre - Einar Middelboe, calciatore danese († 1968)
- 26 settembre - Jacques Davy, calciatore francese († 1944)
- 26 settembre - Boris Leonidovič Vjazemskij, storico, naturalista e ornitologo russo († 1917)
- 27 settembre - Guido Borghi, imprenditore italiano († 1957)
- 27 settembre - Amerigo Manzini, giornalista, commediografo e attore italiano († 1978)
- 27 settembre - Ernest Psichari, scrittore e militare francese († 1914)
- 29 settembre - Manlio Mora, militare italiano († 1973)
- 30 settembre - Edwin Corning, imprenditore e politico statunitense († 1934)
- 30 settembre - Louis Fage, biologo, speleologo e aracnologo francese († 1964)
- 30 settembre - Arthur Gingell, lottatore britannico († 1947)
- 30 settembre - Robert Lightfoot, presbitero e teologo britannico († 1953)
- 30 settembre - Nora Stanton Blatch Barney, ingegnere e architetto inglese († 1971)
- 30 settembre - Erik Norberg, ginnasta svedese († 1954)
- 30 settembre - Bernhard Rust, politico tedesco († 1945)

## Ottobre(88)
- 1º ottobre - Leonardo Cerini, chimico italiano († 1964)
- 1º ottobre - Rabindranath Datta, poeta indiano († 1917)
- 1º ottobre - Gabriel Deluc, pittore francese († 1916)
- 1º ottobre - Joseph Fleming, velocista statunitense († 1960)
- 2 ottobre - Ángel Flores, generale e politico messicano († 1926)
- 2 ottobre - Karl von Terzaghi, ingegnere austriaco († 1963)
- 3 ottobre - Dmitrij Manuil'skij, politico sovietico († 1959)
- 4 ottobre - Bogdan Filov, politico e archeologo bulgaro († 1945)
- 4 ottobre - Charles Healy, pallanuotista statunitense
- 5 ottobre - Ernst Pittschau, attore tedesco († 1951)
- 5 ottobre - Guido Riccioli, attore italiano († 1958)
- 6 ottobre - Adalgisa Rossi, attrice italiana († 1967)
- 6 ottobre - Harold Butler, funzionario britannico († 1951)
- 6 ottobre - Carlo Cattaneo, ammiraglio italiano († 1941)
- 6 ottobre - Roscoe Frank Sanford, astronomo statunitense († 1958)
- 7 ottobre - Giovanni Battista Brusin, storico e archeologo italiano († 1976)
- 7 ottobre - Mario Chiri, sindacalista e avvocato italiano († 1915)
- 8 ottobre - Meroujan Barsamian, giornalista, poeta e editore armeno († 1944)
- 8 ottobre - Otto Heinrich Warburg, medico e fisiologo tedesco († 1970)
- 8 ottobre - Yan Xishan, generale e politico cinese († 1960)
- 9 ottobre - Maria Filotti, attrice e regista teatrale rumena († 1956)
- 9 ottobre - Konstantin Ėggert, attore sovietico († 1955)
- 10 ottobre - Charles Dudley, attore e truccatore statunitense († 1952)
- 10 ottobre - Andrea Rapisardi Mirabelli, giurista italiano († 1945)
- 10 ottobre - Madoka Sasaki, ittiologo giapponese († 1927)
- 11 ottobre - Giuseppe Pierozzi, attore italiano († 1956)
- 12 ottobre - Carola Prosperi, scrittrice e giornalista italiana († 1981)
- 12 ottobre - Johann Studnicka, allenatore di calcio e calciatore austriaco († 1967)
- 13 ottobre - Mario Buda, anarchico italiano († 1963)
- 13 ottobre - Aleksandr Il'ič Egorov, generale sovietico († 1939)
- 14 ottobre - Angelo Sammarco, storico italiano († 1948)
- 15 ottobre - Robert Ghormley, ammiraglio statunitense († 1958)
- 15 ottobre - Achille Luciano Mauzan, pubblicitario, illustratore e pittore francese († 1952)
- 15 ottobre - Antonio Ortiz Echague, pittore spagnolo († 1942)
- 15 ottobre - Axel Runström, pallanuotista e tuffatore svedese († 1943)
- 15 ottobre - Karl-Gustaf Vingqvist, ginnasta svedese († 1967)
- 16 ottobre - Johann Dick, calciatore austriaco († 1944)
- 16 ottobre - Will Harridge, dirigente sportivo statunitense († 1971)
- 16 ottobre - Johann Sölch, geografo austriaco († 1951)
- 17 ottobre - Alexander Sutherland Neill, pedagogista scozzese († 1973)
- 17 ottobre - Vicente Priante, vescovo cattolico brasiliano († 1945)
- 17 ottobre - Pavel Chomič, presbitero russo († 1942)
- 17 ottobre - Thad Shideler, ostacolista statunitense († 1966)
- 18 ottobre - Aristide Calderini, archeologo e epigrafista italiano († 1968)
- 18 ottobre - Eugenio Elia Levi, matematico italiano († 1917)
- 18 ottobre - Xi Qia, politico, generale e diplomatico cinese († 1950)
- 20 ottobre - Aleksandr Abramovič Krejn, compositore e insegnante russo († 1951)
- 20 ottobre - Wilhelm Munthe, genealogista norvegese († 1965)
- 20 ottobre - Don Stephen Senanayake, politico singalese († 1952)
- 20 ottobre - Harukichi Shimoi, poeta e scrittore giapponese († 1954)
- 20 ottobre - Adriano Tournon, ingegnere, imprenditore e politico italiano († 1978)
- 21 ottobre - Lesley Ashburner, ostacolista statunitense († 1950)
- 21 ottobre - Gusztáv Jány, generale ungherese († 1947)
- 21 ottobre - Raffaello Melani, giornalista e attore teatrale italiano († 1958)
- 21 ottobre - Edoardo Zavattari, biologo, esploratore e entomologo italiano († 1972)
- 22 ottobre - Aldo Bertolani, medico italiano († 1961)
- 22 ottobre - Joseph Brummer, mercante d'arte, collezionista d'arte e scultore ungherese († 1947)
- 22 ottobre - Adol'f Abramovič Ioffe, rivoluzionario, politico e diplomatico sovietico († 1927)
- 22 ottobre - Viktor Jacobi, compositore ungherese († 1921)
- 22 ottobre - Heinrich Kostrba, aviatore austro-ungarico († 1926)
- 22 ottobre - Francesco Vercelli, fisico e matematico italiano († 1952)
- 23 ottobre - Arno Bieberstein, nuotatore tedesco († 1918)
- 23 ottobre - Mohammad Bahawal Khan V, principe indiano († 1907)
- 23 ottobre - Bernardino Re, vescovo cattolico e poeta italiano († 1963)
- 23 ottobre - Lajos Werkner, schermidore ungherese († 1943)
- 24 ottobre - Walter Buch, magistrato tedesco († 1949)
- 24 ottobre - Albert Châtelet, politico francese († 1960)
- 24 ottobre - André Marquis, ammiraglio francese († 1957)
- 25 ottobre - Nikolaj Nikolaevič Krestinskij, politico sovietico († 1938)
- 26 ottobre - Napoleon Hill, scrittore e saggista statunitense († 1970)
- 26 ottobre - Enrico Mauri, presbitero italiano († 1967)
- 26 ottobre - Paul Pilgrim, velocista e mezzofondista statunitense († 1958)
- 26 ottobre - Rocco Salomone, politico italiano († 1960)
- 27 ottobre - Aleksandr Evgen'evič Fersman, geologo, mineralogista e esploratore russo († 1945)
- 27 ottobre - Brian Harley, compositore di scacchi britannico († 1955)
- 27 ottobre - Ivan Pregelj, scrittore sloveno († 1960)
- 27 ottobre - Charles Scott, giocatore di lacrosse britannico († 1954)
- 28 ottobre - Antonino Arata, arcivescovo cattolico italiano († 1948)
- 28 ottobre - Clovis Cazes, pittore francese († 1918)
- 29 ottobre - Alfred Gindrat, calciatore francese († 1951)
- 29 ottobre - Victor Hochepied, nuotatore francese († 1966)
- 30 ottobre - Karel Gleenewinkel Kamperdijk, calciatore olandese († 1975)
- 31 ottobre - Wesley Disney, politico e avvocato statunitense († 1961)
- 31 ottobre - Bud Duncan, attore statunitense († 1960)
- 31 ottobre - Yūzō Fujikawa, scultore giapponese († 1935)
- 31 ottobre - Marie Laurencin, pittrice, artista e illustratrice francese († 1956)
- 31 ottobre - Oswald Schwarz, psicologo austriaco († 1949)
- 31 ottobre - Anthony Wilding, tennista neozelandese († 1915)

## Novembre(81)
- 1º novembre - Evelyn Lintott, calciatore inglese († 1916)
- 2 novembre - Luigi Ambrosini, scrittore e giornalista italiano († 1929)
- 2 novembre - Willem Boerdam, calciatore olandese († 1966)
- 2 novembre - Violet Clifton, scrittrice britannica († 1961)
- 2 novembre - Alberto De Agostini, presbitero, geografo e esploratore italiano († 1960)
- 2 novembre - Martin Flavin, scrittore e drammaturgo statunitense († 1967)
- 2 novembre - Frico Kafenda, compositore e direttore d'orchestra slovacco († 1969)
- 2 novembre - Eberardo Pavesi, ciclista su strada e dirigente sportivo italiano († 1974)
- 2 novembre - Jean-Marie-Rodrigue Villeneuve, cardinale e arcivescovo cattolico canadese († 1947)
- 2 novembre - Penčo Zlatev, generale e politico bulgaro († 1948)
- 3 novembre - Rudolf Blässy, calciatore austriaco
- 3 novembre - John Fitzgerald, mezzofondista canadese
- 3 novembre - Dmitrij Moor, disegnatore sovietico († 1946)
- 3 novembre - Ford Sterling, attore e regista statunitense († 1939)
- 4 novembre - Turi Pandolfini, attore italiano († 1962)
- 4 novembre - Nikolaos Plastiras, generale e politico greco († 1953)
- 5 novembre - Ricardo Miró, poeta panamense († 1940)
- 5 novembre - Lou Otten, calciatore olandese († 1946)
- 5 novembre - Ernie Parker, tennista e crickettista australiano († 1918)
- 5 novembre - Ludovico Pellizzari, politico e giornalista italiano († 1946)
- 6 novembre - Giuseppe Fietta, cardinale italiano († 1960)
- 6 novembre - Anders Hylander, ginnasta svedese († 1967)
- 6 novembre - Mario Longoni, politico italiano († 1959)
- 7 novembre - Valerio Valeri, cardinale e arcivescovo cattolico italiano († 1963)
- 8 novembre - Arnold Bax, compositore britannico († 1953)
- 9 novembre - Charles Demuth, pittore statunitense († 1935)
- 9 novembre - Edna May Oliver, attrice statunitense († 1942)
- 10 novembre - Yenovk Armen, scrittore e giornalista armeno († 1968)
- 10 novembre - Dorothy Brett, pittrice britannica († 1977)
- 11 novembre - Ernest Ansermet, direttore d'orchestra svizzero († 1969)
- 11 novembre - Elena Gerhardt, mezzosoprano tedesco († 1961)
- 11 novembre - Friedrich Golling, schermidore austriaco († 1974)
- 11 novembre - Gerolamo Radice, calciatore, pilota automobilistico e dirigente sportivo italiano († 1948)
- 11 novembre - John Wodehouse, III conte di Kimberley, nobile e politico inglese († 1941)
- 12 novembre - Malcolm Champion, nuotatore neozelandese († 1939)
- 12 novembre - Victor Hitzel, calciatore francese († 1915)
- 12 novembre - Ferruccio Manganelli, pittore italiano († 1968)
- 12 novembre - Justin Vialaret, calciatore francese († 1916)
- 13 novembre - Budd Goodwin, pallanuotista, nuotatore e tuffatore statunitense († 1957)
- 13 novembre - Ladislavs Kurpiel, calciatore austriaco († 1930)
- 13 novembre - Mascarenhas de Morais, generale brasiliano († 1968)
- 14 novembre - Ado Birk, politico, avvocato e diplomatico estone († 1942)
- 14 novembre - Oscar Brockmeyer, calciatore statunitense († 1954)
- 15 novembre - Augustin Barié, compositore e organista francese († 1915)
- 16 novembre - Emil Breitkreutz, mezzofondista statunitense († 1972)
- 16 novembre - Bruce M. Mitchell, regista e attore statunitense († 1952)
- 16 novembre - Josef Taurer, calciatore austriaco († 1956)
- 17 novembre - Gaston Amson, schermidore francese († 1960)
- 17 novembre - Gordon Crole-Rees, tennista britannico († 1954)
- 17 novembre - Erik Granfelt, ginnasta, tiratore di fune e calciatore svedese († 1962)
- 18 novembre - Albert Oldman, pugile britannico († 1961)
- 18 novembre - Gustav Suits, poeta e letterato estone († 1956)
- 18 novembre - Carl Vinson, politico statunitense († 1981)
- 19 novembre - Giovanni Balbi di Robecco, calciatore, aviatore e tennista italiano († 1964)
- 19 novembre - Giovacchino Forzano, giornalista, commediografo e regista italiano († 1970)
- 19 novembre - Ned Sparks, attore canadese († 1957)
- 20 novembre - Edwin August, attore, regista e sceneggiatore statunitense († 1964)
- 20 novembre - Umberto Cipollone, avvocato e politico italiano († 1961)
- 20 novembre - Tony Gaudio, direttore della fotografia e regista cinematografico italiano († 1951)
- 21 novembre - Carlo Magno Magni, calciatore, arbitro di calcio e giornalista italiano († 1942)
- 21 novembre - Jean Hippolyte Marchand, pittore, incisore e illustratore francese († 1940)
- 21 novembre - Guido Sutermeister, archeologo e ingegnere svizzero († 1964)
- 22 novembre - Corrado di Baviera, generale tedesco († 1969)
- 23 novembre - José Clemente Orozco, pittore messicano († 1949)
- 23 novembre - Oswald Tower, dirigente sportivo statunitense († 1968)
- 24 novembre - Pietro Bolzon, giornalista e politico italiano († 1945)
- 24 novembre - E.B. Henderson, insegnante statunitense († 1977)
- 25 novembre - Harvey Spencer Lewis, mistico e filosofo statunitense († 1939)
- 25 novembre - Eugenia Lopez Nunes, mezzosoprano italiana († 1946)
- 25 novembre - Diego Martínez Barrio, politico spagnolo († 1962)
- 25 novembre - Ivo Pacini, scultore italiano († 1959)
- 26 novembre - Mihály Babits, poeta ungherese († 1941)
- 27 novembre - Belfort Duarte, calciatore, allenatore di calcio e dirigente sportivo brasiliano († 1918)
- 27 novembre - Pierina Belli, attivista italiana († 1977)
- 27 novembre - Georges Benoît, direttore della fotografia, attore e regista francese († 1942)
- 28 novembre - Paul Hastings Allen, musicista statunitense († 1952)
- 28 novembre - Carmine Senise, poliziotto e prefetto italiano († 1958)
- 29 novembre - Max Kennedy Horton, ammiraglio britannico († 1951)
- 29 novembre - Albert Laprade, architetto francese († 1978)
- 29 novembre - Guido Sampieri, fantino italiano († 1925)
- 30 novembre - Louis Billotey, pittore francese († 1940)

## Dicembre(100)
- 1º dicembre - Luigi Ganna, ciclista su strada e imprenditore italiano († 1957)
- 2 dicembre - Edoardo Furi, fantino italiano († 1962)
- 3 dicembre - Francesco Coppellotti, alpinista, imprenditore e militare italiano († 1915)
- 3 dicembre - Emil Dürr, storico svizzero († 1934)
- 3 dicembre - Anton Webern, compositore austriaco († 1945)
- 3 dicembre - Ranieri di Borbone-Due Sicilie, principe († 1973)
- 4 dicembre - Amleto Barbieri, baritono italiano († 1957)
- 4 dicembre - Felice Casorati, pittore, incisore e designer italiano († 1963)
- 4 dicembre - Giuseppe Pafundi, generale italiano († 1969)
- 4 dicembre - Katharine Susannah Prichard, scrittrice australiana († 1969)
- 5 dicembre - Ben Carré, scenografo e costumista francese († 1978)
- 5 dicembre - Édouard Delmont, attore francese († 1955)
- 5 dicembre - Maria Duchêne, contralto francese († 1947)
- 5 dicembre - Sabas Reyes Salazar, presbitero e santo messicano († 1927)
- 6 dicembre - Pola Gauguin, pittore, critico d'arte e biografo norvegese († 1961)
- 6 dicembre - Roger Lapham, politico statunitense († 1966)
- 6 dicembre - Max Linder, attore, regista e sceneggiatore francese († 1925)
- 6 dicembre - Luigi Nicoletti, presbitero, politico e giornalista italiano († 1958)
- 7 dicembre - Gaston Barreau, calciatore e allenatore di calcio francese († 1958)
- 7 dicembre - Sergej Ivanovič Beljavskij, astronomo russo († 1953)
- 7 dicembre - Raoul Caudron, allenatore di calcio francese († 1958)
- 7 dicembre - Nicola Galante, pittore e incisore italiano († 1969)
- 7 dicembre - David Powell, attore scozzese († 1925)
- 8 dicembre - Ludwig Berwald, matematico tedesco († 1942)
- 8 dicembre - Corrado Grazzini, esperantista italiano († 1971)
- 8 dicembre - Emilio Sommariva, fotografo e pittore italiano († 1956)
- 9 dicembre - Annibale Betrone, attore e regista italiano († 1950)
- 9 dicembre - Nikolaj Nikolaevič Luzin, matematico russo († 1950)
- 9 dicembre - Yakob Ošakan, scrittore, poeta e giornalista armeno († 1948)
- 9 dicembre - Alexandros Papagos, generale e politico greco († 1955)
- 9 dicembre - Joseph Pilates, insegnante e imprenditore tedesco († 1967)
- 9 dicembre - Franz Vogel, produttore cinematografico tedesco († 1956)
- 10 dicembre - Giovanni Messe, generale e politico italiano († 1968)
- 10 dicembre - Rudolf Veiel, generale tedesco († 1956)
- 10 dicembre - Andrej Januar'evič Vyšinskij, giurista, politico e diplomatico sovietico († 1954)
- 11 dicembre - Edmund De Wind, militare britannico († 1918)
- 11 dicembre - Howard M. Mitchell, regista e attore statunitense († 1958)
- 11 dicembre - Ercole Olgeni, canottiere italiano († 1947)
- 14 dicembre - Manolis Kalomiris, compositore greco († 1962)
- 14 dicembre - Robert Péguy, sceneggiatore e regista francese († 1968)
- 14 dicembre - Morihei Ueshiba, artista marziale giapponese († 1969)
- 15 dicembre - David Abel, direttore della fotografia olandese († 1973)
- 15 dicembre - Gioacchino Armano, dirigente sportivo e calciatore italiano († 1965)
- 15 dicembre - Víctor Andrés Belaúnde, politico peruviano († 1966)
- 15 dicembre - Enrico Redenti, giurista italiano († 1963)
- 15 dicembre - Hanna Sobačko-Šostak, pittrice ucraina († 1965)
- 16 dicembre - Henri Doucet, disegnatore e pittore francese († 1915)
- 16 dicembre - Enrico Ortolani, pittore e illustratore italiano († 1972)
- 16 dicembre - Cyrille Van Hauwaert, ciclista su strada e pistard belga († 1974)
- 17 dicembre - Jules Auguste César Muraire, attore francese († 1946)
- 17 dicembre - Pedro Parages, calciatore, allenatore di calcio e dirigente sportivo francese († 1950)
- 18 dicembre - Pietro De Francisci, giurista e politico italiano († 1971)
- 19 dicembre - Abel Bonnard, poeta, romanziere e saggista francese († 1968)
- 19 dicembre - Guido Gozzano, poeta e scrittore italiano († 1916)
- 19 dicembre - Emil Henriques, velista svedese († 1957)
- 19 dicembre - Gaetano Quagliariello, biochimico e politico italiano († 1957)
- 19 dicembre - Albertus Wielsma, canottiere olandese († 1968)
- 20 dicembre - Pierre Lecomte du Noüy, fisico francese († 1947)
- 20 dicembre - Victoria Manners, nobildonna e scrittrice inglese († 1946)
- 21 dicembre - Marianna Amico Roxas, religiosa italiana († 1947)
- 21 dicembre - Georges Bayrou, calciatore francese († 1953)
- 21 dicembre - Lindsley Foote Hall, disegnatore statunitense († 1969)
- 22 dicembre - Edna Goodrich, attrice cinematografica statunitense († 1972)
- 22 dicembre - Marcus Hurley, pistard statunitense († 1941)
- 22 dicembre - Rudolf Kalvach, artista boemo († 1932)
- 22 dicembre - Edgard Varèse, compositore francese († 1965)
- 23 dicembre - Hjalmar Cedercrona, ginnasta svedese († 1969)
- 23 dicembre - Amedeo De Cia, generale italiano († 1971)
- 23 dicembre - Dixie Kid, pugile statunitense († 1934)
- 23 dicembre - Hubert Pierlot, politico e militare belga († 1963)
- 23 dicembre - Vito Reale, politico italiano († 1953)
- 23 dicembre - Adolf Reinach, filosofo tedesco († 1917)
- 24 dicembre - Wilfred Noy, regista, attore e sceneggiatore britannico († 1948)
- 25 dicembre - Hugo Bergmann, filosofo israeliano († 1975)
- 25 dicembre - Christine Mayo, attrice statunitense († 1961)
- 25 dicembre - Hans Walther, ammiraglio tedesco († 1950)
- 26 dicembre - Carl Ahues, scacchista tedesco († 1968)
- 26 dicembre - Karl Burger, calciatore tedesco († 1959)
- 26 dicembre - Frank Debenham, geologo, esploratore e geografo australiano († 1965)
- 26 dicembre - Frederick Edward-Collins, ammiraglio inglese († 1958)
- 26 dicembre - Johann Paul Kremer, militare e criminale di guerra tedesco († 1965)
- 26 dicembre - Mario Mariani, scrittore, poeta e giornalista italiano († 1951)
- 26 dicembre - Alec McNair, calciatore e allenatore di calcio scozzese († 1951)
- 26 dicembre - Rinaldo Nascimbene, biblista, teologo e ebraista italiano († 1958)
- 26 dicembre - Eduard Sthamer, storico tedesco († 1938)
- 26 dicembre - Maurice Utrillo, pittore francese († 1955)
- 27 dicembre - Domenico Ricciconti, politico e filantropo italiano († 1943)
- 27 dicembre - Giuseppe Sterni, attore, regista e produttore cinematografico italiano († 1952)
- 27 dicembre - Yasuma Takada, sociologo e economista giapponese († 1972)
- 28 dicembre - St. John Greer Ervine, drammaturgo, saggista e critico letterario irlandese († 1971)
- 28 dicembre - Lloyd Fredendall, generale statunitense († 1963)
- 29 dicembre - Ugo Pistolesi, tiratore a segno italiano († 1974)
- 29 dicembre - Forrest Taylor, attore statunitense († 1965)
- 30 dicembre - Leonardo Coimbra, filosofo e politico portoghese († 1936)
- 30 dicembre - Mary Forbes, attrice britannica († 1974)
- 30 dicembre - Marie Gevers, scrittrice belga († 1975)
- 30 dicembre - João Tamagnini Barbosa, politico portoghese († 1948)
- 31 dicembre - Georges-Ambroise Davy, sociologo francese († 1976)
- 31 dicembre - Lester Patrick, hockeista su ghiaccio e allenatore di hockey su ghiaccio canadese († 1960)
- 31 dicembre - Gino Zani, ingegnere sammarinese († 1964)

## Senza giorno specificato(77)
- George Allison, giornalista e allenatore di calcio inglese († 1957)
- Giovanni Aperlo, medico italiano († 1942)
- Tevfik Rüştü Aras, politico turco († 1972)
- Joaquín Baleztena, politico spagnolo († 1978)
- Adriano Baracchini Caputi, pittore italiano († 1968)
- Carlo Barbieri, generale italiano († 1951)
- Ota Benga, congolese (Repubblica Democratica del Congo) († 1916)
- Juan Camps Mas, canottiere spagnolo († 1921)
- Federico Capaldo, generale italiano († 1941)
- Francesco Carini, pittore italiano († 1959)
- Athos Casarini, pittore italiano († 1917)
- Elisa Chimenti, scrittrice, antropologa e etnografa italiana († 1969)
- Thubten Chökyi Nyima, monaco buddhista tibetano († 1937)
- William Denton Cox, marinaio inglese († 1912)
- Germán Cueto, artista messicano († 1975)
- Gaetano D'Agata, fotografo italiano († 1949)
- Gustavo De Marco, comico e attore teatrale italiano († 1944)
- Urmuz, magistrato e scrittore rumeno († 1923)
- Lillian Drew, attrice statunitense († 1924)
- Denis Fahey, presbitero, teologo e scrittore irlandese († 1954)
- Gennaro Fermariello, politico e avvocato italiano († 1954)
- Max Friz, ingegnere meccanico tedesco († 1966)
- Marija Germanova, attrice e regista russa († 1940)
- Giulio Ghelarducci, pittore italiano († 1970)
- Francesco Giulietti, saggista, storico e esperantista italiano († 1978)
- Paul Götz, astronomo tedesco († 1962)
- Şemsettin Günaltay, politico turco († 1961)
- Gontran Hamel, botanico francese († 1944)
- Jin Shuren, generale e politico cinese († 1941)
- Bruno Katterbach, archivista, paleografo e docente tedesco († 1931)
- Ali Ahmad Khan, nobile e emiro afghano († 1929)
- Ernst Lert, compositore, regista teatrale e scrittore austriaco († 1955)
- Giovanni Lupo, mafioso italiano
- José María López Mezquita, pittore spagnolo († 1954)
- Zakea Dolphin Mangoaela, scrittore sudafricano († 1963)
- Priscilla Norman, nobildonna e attivista inglese († 1964)
- Corrado Michelozzi, pittore italiano († 1965)
- Giovanni Montorsi, stilista italiano († 1945)
- Alfred Mégroz, calciatore svizzero († 1956)
- Ettore Negretti, calciatore svizzero
- Edward Nelson, biologo e esploratore britannico († 1923)
- Geōrgios Papachrīstou, tiratore di fune e discobolo greco
- James Papez, anatomista statunitense († 1958)
- Bertram Park, fotografo britannico († 1972)
- Kegham Parseghian, giornalista, critico letterario e poeta armeno († 1915)
- Ernesto Maria Pasquali, regista e produttore cinematografico italiano († 1919)
- Auguste Pesloy, pallanuotista francese
- Frank Pierce, maratoneta statunitense († 1908)
- André Piganiol, storico e archeologo francese († 1968)
- Hay Plumb, regista, attore e sceneggiatore inglese († 1960)
- Ernst Poetsch, calciatore tedesco († 1950)
- Arthur Kingsley Porter, storico dell'arte e medievista statunitense († 1933)
- Frank Powell, calciatore e allenatore di calcio inglese († 1946)
- Giuseppe Preci, presbitero italiano († 1945)
- Lauri Kristian Relander, politico e agronomo finlandese († 1942)
- Giorgio Ripamonti, artigiano italiano († 1955)
- Albert Salomon, chirurgo tedesco († 1976)
- Enrique Santos, regista spagnolo († 1925)
- Cécile Sauvage, poetessa francese († 1927)
- Jessie Ann Scott, medico e militare neozelandese († 1959)
- Henry Sheffer, logico e matematico statunitense († 1964)
- A.S.D. Smith, scrittore, linguista e insegnante britannico († 1950)
- Mariam Soulakiotis, serial killer e badessa greca († 1954)
- Spotted Tail, giocatore di lacrosse canadese
- Umberto Supino, violinista italiano († 1957)
- Felice Tosalli, scultore e litografo italiano († 1958)
- Maurycy Trybulski, allevatore polacco († 1944)
- Trần Trọng Kim, politico, scrittore e pedagogo vietnamita († 1953)
- Spyros Vellas, tiratore di fune e discobolo greco († 1950)
- Mario Viana, scrittore italiano († 1976)
- William Wolbert, regista, attore e sceneggiatore statunitense († 1918)
- Sekiryo Yamauchi, imprenditore giapponese († 1949)
- Yang Chengfu, artista marziale cinese († 1936)
- Kōtarō Yoshida, artista marziale giapponese († 1966)
- Yuhi V del Ruanda, re ruandese († 1944)
- Menachem Ziemba, rabbino e religioso polacco († 1943)
- Cornelius Johannes van der Aa, pittore olandese († 1950)